# Aspidosiphon misakiensis
Aspidosiphon misakiensis är en stjärnmaskart som beskrevs av Ikeda 1904. Aspidosiphon misakiensis ingår i släktet Aspidosiphon och familjen Aspidosiphonidae. Inga underarter finns listade i Catalogue of Life.